# Jo Bonner
Josiah Robins Bonner, Jr. dit Jo Bonner, né le 19 novembre 1959 à Selma (Alabama), est un homme politique américain. Membre du Parti républicain, il est élu de l'Alabama à la Chambre des représentants des États-Unis de 2003 à 2013.

## Biographie
Diplômé en journalisme de l'université de l'Alabama, il devient un proche collaborateur du représentant républicain Sonny Callahan. En 2002, il lui succède comme représentant du 1er district de l'Alabama à la Chambre des représentants. Il est réélu en 2004, 2006, 2008, 2010 et 2012.
Il préside le comité d'éthique de la Chambre des représentants durant le 112e congrès, de 2011 à 2013.
Il est réélu au 113e congrès, mais démissionne le 2 août 2013 afin de rejoindre l'université de l'Alabama.